# Talavera
Talavera község Spanyolországban, Lleida tartományban. Talavera Santa Coloma de Queralt, Llorac, Ribera d’Ondara, Montmaneu, Argençola és Montoliu de Segarra községekkel határos. Lakosainak száma 280 fő (2024).

## Népesség
A település népessége az utóbbi években az alábbiak szerint változott:
| Lakosok száma | 384  | 836  | 774  | 515  | 312  | 286  | 297  | 267  | 283  | 280  |
|               | 1717 | 1887 | 1936 | 1960 | 1986 | 2004 | 2009 | 2014 | 2019 | 2024 |